# Unterseeboot 646
L'Unterseeboot 646 ou U-646 est un sous-marin allemand (U-Boot) de type VIIC utilisé par la Kriegsmarine pendant la Seconde Guerre mondiale.
Le sous-marin est commandé le 20 janvier 1941 à Hambourg (Blohm & Voss) ; sa quille posée le 23 décembre 1941, il est lancé le 3 septembre 1942 et mis en service le 29 octobre 1942, sous le commandement du Leutnant zur See Heinrich Wulff.
L'U-646 n'endommage ni ne coule aucun navire au cours des deux patrouilles (44 jours en mer) qu'il effectue.
Il coule en mai 1943 dans l'Atlantique Nord d'un bombardement de l'aviation britannique.

## Conception
Unterseeboot type VII, l'U-646 avait un déplacement de 769 tonnes en surface et 871 tonnes en plongée. Il avait une longueur totale de 67,10 m, un maître-bau de 6,20 m, une hauteur de 9,60 m et un tirant d'eau de 4,74 m. Le sous-marin était propulsé par deux hélices de 1,23 m, deux moteurs diesel Germaniawerft M6V 40/46 de 6 cylindres en ligne de 1 400 cv à 470 tr/min, produisant un total de 2 060 à 2 350 kW en surface et de deux moteurs électriques BBC GG UB 720/8 de 375 cv à 295 tr/min, produisant un total 550 kW, en plongée. Le sous-marin avait une vitesse en surface de 17,7 nœuds (32,8 km/h) et une vitesse de 7,6 nœuds (14,1 km/h) en plongée. Immergé, il avait un rayon d'action de 80 milles marins (150 km) à 4 nœuds (7,4 km/h; 4,6 milles par heure) et pouvait atteindre une profondeur de 230 m. En surface son rayon d'action était de 8 500 milles nautiques (soit 15 700 km) à 10 nœuds (19 km/h). 
L'U-646 était équipé de cinq tubes lance-torpilles de 53,3 cm (quatre montés à l'avant et un à l'arrière) qui contenait quatorze torpilles. Il était équipé d'un canon de 8,8 cm SK C/35 (220 coups) et d'un canon antiaérien de 20 mm Flak. Il pouvait transporter 26 mines TMA ou 39 mines TMB. Son équipage comprenait 4 officiers et 40 à 56 sous-mariniers.

## Historique
Il reçoit sa période d'entraînement à la 5. Unterseebootsflottille jusqu'au 31 mars 1943 puis intègre son unité de combat dans la 11. Unterseebootsflottille.
Sa première patrouille est précédée de courts trajets à Kiel, à Kristiansand, à Stavanger et à Bergen. Elle commence le 28 mars 1943 au départ de Bergen. Il opère notamment en Mer de Norvège, sand aucun succès.
L'U-646 coule au 6e jour de sa seconde patrouille, le 17 mai 1943 dans l'Atlantique Nord au sud-est de l'Islande, à la position 62° 10′ N, 14° 30′ O, lorsqu'il est détecté, puis attaqué par un Hudson du No. 269 Squadron RAF (en).
Les quarante-six membres d'équipage meurent dans cette attaque.

## Affectations
- 5. Unterseebootsflottille du 29 octobre 1942 au 31 mars 1943 (Période de formation).
- 11. Unterseebootsflottille du 1er avril 1943 au 17 mai 1943 (Unité combattante).

## Commandement
- Oberleutnant zur See Heinrich Wulff du 29 octobre 1942 au 17 mai 1943.

## Patrouilles
|       | Commandant           | Départ       | Départ       | Arrivée       | Arrivée      | Jours    | Succès |
| ----- | -------------------- | ------------ | ------------ | ------------- | ------------ | -------- | ------ |
|       | Oblt. Heinrich Wulff | 23 mars 1943 | Kiel         | 24 mars 1943  | Kristiansand | 2 jours  |        |
|       | Oblt. Heinrich Wulff | 25 mars 1943 | Kristiansand | 25 mars 1943  | Stavanger    | 1 jours  |        |
|       | Oblt. Heinrich Wulff | 26 mars 1943 | Stavanger    | 26 mars 1943  | Bergen       | 1 jours  |        |
| 1     | Oblt. Heinrich Wulff | 28 mars 1943 | Bergen       | 30 avril 1943 | Trondheim    | 34 jours |        |
| 2     | Oblt. Heinrich Wulff | 12 mai 1943  | Trondheim    | 17 mai 1943   | Coulé        | 6 jours  |        |
| Total | Total                | Total        | Total        | Total         | Total        | 44 jours | 0 t    |

Notes : Oblt. = Oberleutnant zur See

### Opérations Wolfpack
L'U-646 opéra avec les Wolfpacks (meute de loups) durant sa carrière opérationnelle.
- Taifun (2-4 avril 1943)